# Студия Остров
Студия «Остров» — российская киностудия, основанная в 1999 году для реализации творческих идей учредителей, которыми являются Студия «ТриТэ» Никиты Михалкова, режиссёр Сергей Мирошниченко, операторы Вячеслав Сачков и Юрий Ермолин и продюсер Александр Балашов.
За историю своего существования Студия «Остров» послужила базой для создания более чем тридцати картин, среди которых такие известные документальные проекты, как «Рождённые в СССР», «Георгий Жжёнов. Русский крест», «Александр Солженицын», «Неизвестный Путин», «Земное и Небесное» и многие другие.
В архиве Студии хранятся уникальнейшие кадры документальных съёмок. Студия тесно сотрудничает с ведущими российскими телеканалами («Россия-1», «Культура», «Рен-ТВ», «24 Док»).
Фильмы, произведённые на Студии, являются постоянными участниками российских и международных кинофестивалей, где регулярно получают призы и награды. Знаковым является то, что зрительское признание, интерес и высокие оценки кинематографического общества завоёвывают не только произведения мэтров современной документалистики, постоянно работающих на Студии, но и фильмы молодых авторов, которые открывают себя через работу на Студии «Остров».
Студия «Остров» сумела объединить в себе как продолжение традиций классического документального кино, так и современные тенденции киноиндустрии.

## Кинофильмы
1. 2000 — Неизвестный Путин. Мир и война
2. 2001 — Естественный отбор
3. 2001 — Московский ангел
4. 2001 — Звезда и поэт
5. 2001 — Александр Солженицын. Жизнь не по лжи
6. 2002 — Юнона и Авось. Аллилуйя любви
7. 2003 — Александр Солженицын. На последнем плёсе
8. 2004 — Георгий Жжёнов. Русский крест
9. 2004 — Земное и Небесное
10. 2005 — Юз, джаз, Ирка и пёс
11. 2007 — Рождённые в СССР: 21 год
12. 2008 — Слово (фильм памяти Александра Солженицына)
13. 2008 — Ближний
14. 2008 — Пётр и Феврония. История вечной любви
15. 2009 — Валерий Гергиев. Сумерки богов
16. 2009 — Гоголь. Прощальная повесть
17. 2010 — Илья Глазунов. За стойкость при поражении
18. 2010 — П. М. Третьяков. История великой коллекции
19. 2010 — Встреча
20. 2010 — Юрий Маслюков. Остановить на краю пропасти
21. 2011 — Река жизни
22. 2011 — Пограничный эффект
23. 2011 — «Союз» над тропиками
24. 2012 — Рождённые в СССР: 28 лет
25. 2012 — А ну-ка, бабушки! От Бураново до Баку
26. 2013 — Всё, что мы делаем
27. 2013 — FORD. Новые легенды
28. 2014 — Философия мягкого пути
29. 2015 — Кольца мира
30. 2015 — Дух в движении
31. 2016 — Конкурс
32. 2017 — Дно (телевизионный «художественно-исторический фильм-расследование»[1], посвящённый событиям Февральской революции и отречению Николая II)
33. 2017 — Последний вальс
34. 2018 — Владимир Маканин. Цена личного голоса
35. 2018 — Империя балета
36. 2018 — Александр Солженицын. Раскаяние
37. 2018 — Быть в игре
38. 2019 — Артерия Сибири
39. 2019 — Отец Байкал
40. 2019 — Бой
41. 2019 — Василий Шукшин. Я пришёл дать вам волю…
42. 2020 — Жизнь — это кайф
43. 2020 — Кресты
44. 2021 — Слово на ладони
45. 2025 — Рождённые в СССР: 35 лет (в производстве)